# Filimanus sealei
Filimanus sealei és una espècie de peix pertanyent a la família dels polinèmids.

## Descripció
- Pot arribar a fer 15 cm de llargària màxima.
- 11-12 radis tous a l'aleta dorsal.
- 8 filaments pectorals, els quals no arriben al punt mitjà de l'aleta anal.
- Musell punxegut.
- És de color blau a la part superior i platejat a la inferior.[6][7]

## Hàbitat
És un peix marí, demersal i de clima tropical (20°N-12°S, 119°E-163°E).

## Distribució geogràfica
Es troba al Pacífic occidental central: des de les illes Filipines fins a Salomó.

## Observacions
És inofensiu per als humans.